# Siano (Salerno)
Siano – miejscowość i gmina we Włoszech, w regionie Kampania, w prowincji Salerno.
Według danych na rok 2004 gminę zamieszkiwało 10 037 osób, 1254,6 os./km².